# Niedertaler Ache
Niedertaler Ache är ett vattendrag i Österrike.   Det ligger i förbundslandet Tyrolen, i den västra delen av landet, 400 km väster om huvudstaden Wien.
Trakten runt Niedertaler Ache består i huvudsak av gräsmarker. Runt Niedertaler Ache är det ganska glesbefolkat, med 35 invånare per kvadratkilometer.